# اولترونا دی سان مامته
اولترونا دی سان مامته (به ایتالیایی: Oltrona di San Mamette) یک کومونه در ایتالیا است که در استان کومو واقع شده‌است. اولترونا دی سان مامته ۲٫۷ کیلومتر مربع مساحت و ۲٬۱۹۰ نفر جمعیت دارد و ۳۷۰ متر بالاتر از سطح دریا واقع شده‌است.